# Guglielmo Della Porta

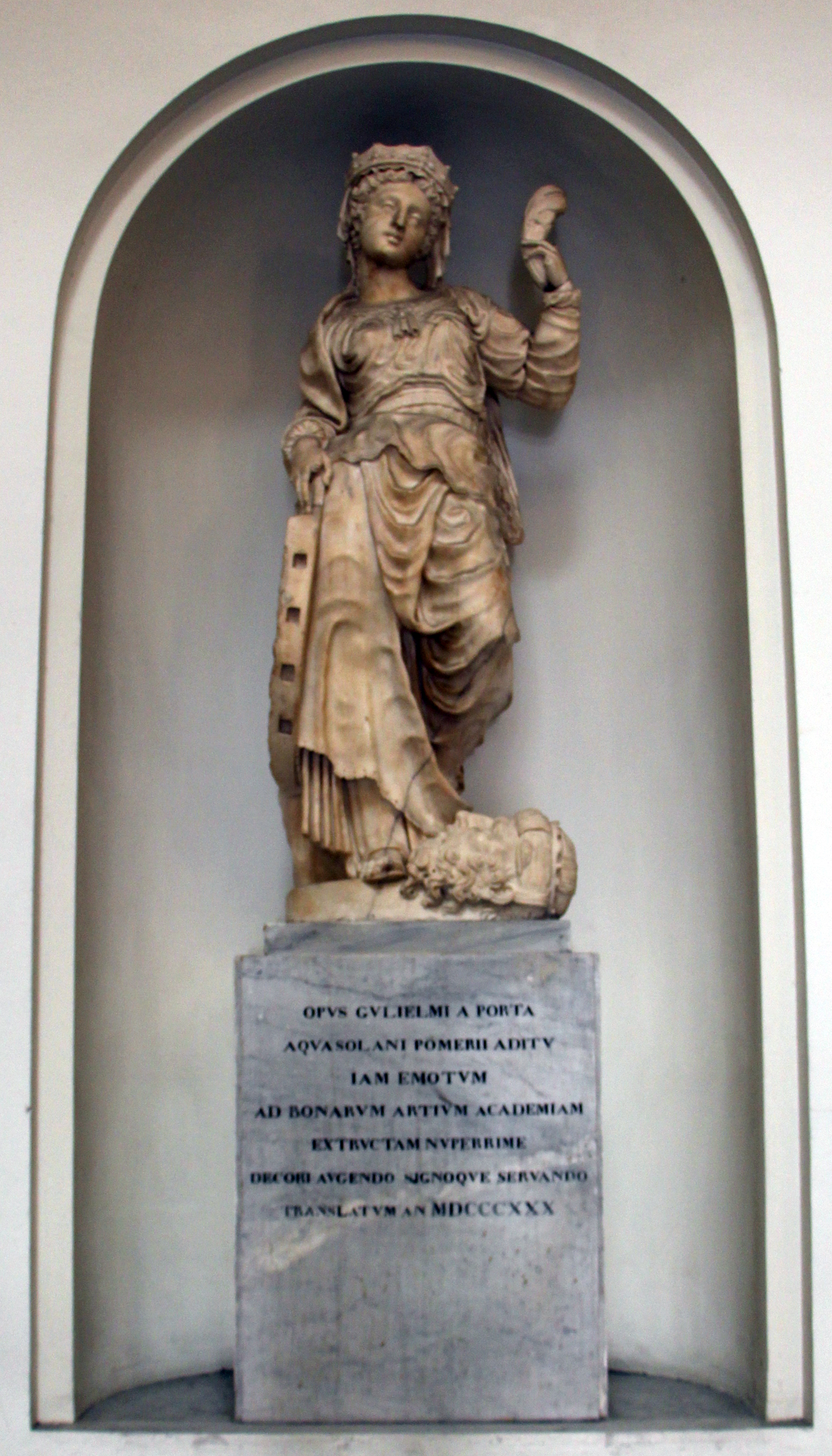
Santa Caterina, Accademia Ligustica, 1536

Guglielmo Della Porta (Porlezza, 1515 circa – Roma, 6 gennaio 1577) è stato uno scultore italiano.

## Biografia
Nipote (o forse figlio) di Giovanni Giacomo della Porta, si formò a Genova, dove collaborò con Perin del Vaga alla villa del Principe e, con lo zio, ai sedici profeti dei plinti della cappella di San Giovanni nel Duomo. Tra i suoi primi lavori indipendenti, una Santa Caterina, all'Accademia Ligustica.
Trasferitosi a Roma dopo il 1537, divenne amico di Michelangelo, che lo aiutò ad ottenere l'ufficio di "custode del piombo", già ricoperto da Sebastiano del Piombo. Realizzò inoltre il sepolcro di papa Paolo III, con due statue, di quattro originariamente in progetto (due finirono a palazzo Farnese). Fu un attivo autore di statue e busti all'antica per i Farnese e restaurò il celebre Ercole rinvenuto nelle terme di Caracalla.